# Halipeurus mundae
Halipeurus mundae är en insektsart som beskrevs av Edwards 1961. Halipeurus mundae ingår i släktet Halipeurus och familjen fjäderlöss. Inga underarter finns listade i Catalogue of Life.